# Walt Weiskopf
Walt Weiskopf (Augusta, 1959. július 30. –) amerikai szaxofonos, klarinétos. Tizenhat saját albumot adott ki, és számtalan más albumon is szerepel. Olyan művészekkel dolgozott, mint Buddy Rich, Frank Sinatra és Steely Dan.

## Pályafutása
Weiskopf Syracuse-ban nőtt fel, a Jamesville-DeWitt High Schoolba járt, és a rochesteri Eastman School of Musicban végzett. Altszaxofonon játszott, de amikor állást ajánlottak neki a Buddy Rich big bandben, tenorra váltott.
1981-1982-ben együtt játszott Buddy Rich-el. Szerepelt a Frank Sinatra Concert for the Americas előadásán. Ezt követően a Toshiko Akiyoshi's Jazz Orchestra tagja lett New Yorkban, a Ten Gallon Shuffle (1984) és a Wishing Peace (1986) albumokon, valamint az 1992-es Carnegie Hall előadáson. Hosszú ideig tagja volt Roland Vazquez Kvintettnek is.
Az öccse, Joel Weiskopf zongorista ritmusszekciójával rögzítette első albumait. Európában a bővített felállással vették fel a Simplicity című albumot, ami komoly feltűnést keltett.
2002-ben új szextettjével kezdett zenélni.
Klasszikus klarinétművészként is dolgozott, például előadta Aaron Copland klarinétversenyét a Gothham Chamber Orchestra-val.
Egykori szaxofontanárával, Ramon Rickerrel írta a „Coltrane: A Player's Guide to His Harmony” és a „The Augmented Scale in Jazz” című könyveket (1990). 1994-ben Weiskopf kiadta az "Intervalic Improvisation" című tankönyvet.
A Princeton University professzora.

## Albumok
- 1989: Exact Science
- 1991: MindWalking
- 1992: Simplicity
- 1994: A World Away
- 1995: Song for My Mother
- 1996: Night Lights
- 1997: Sleepless Nights
- 1999: Anytown
- 2000: Siren
- 2002: Man of Many Colors
- 2004: Sight To Sound
- 2005: Tea For Two
- 2008: Day In, Night Out
- 2010: See The Pyramid
- 2011: Live
- 2014: Overdrive
- 2015: Open Road
- 2016: The Way You Say It
- 2017: Fountain of Youth
- 2018: Walt Weiskopf European Quartet
- 2019: Walt Weiskopf European Quartet Worldwide
- 2020: Walt Weiskopf European Quartet Introspection
- 2021: Walt Weiskopf European Quartet Introspection 2.0